# フェリーふ頭公園
フェリーふ頭公園（ふぇりーふとうこうえん）は、東京都江東区有明四丁目にかつて存在した都立の海上公園（東京都港湾局所管）である。1977年1月20日開園。9,293平方メートル。

## 概要
草野球などの軽スポーツのできる自由広場（夜間照明無し）、ピッチング練習などができる練習板、男女別型トイレ・ベンチがあった。
臨港道路南北線の建設工事に伴い、2016年4月1日から2021年3月31日まで休園した後、2021年4月1日付で廃止。

## アクセス
鉄道
- ゆりかもめ：東京ビッグサイト駅から徒歩15分。

バス
都営バス「フェリー埠頭入口」バス停から徒歩10分。

## 周辺施設
- 東京国際展示場
- 水の広場公園